# Cabalgata nocturna y amanecer

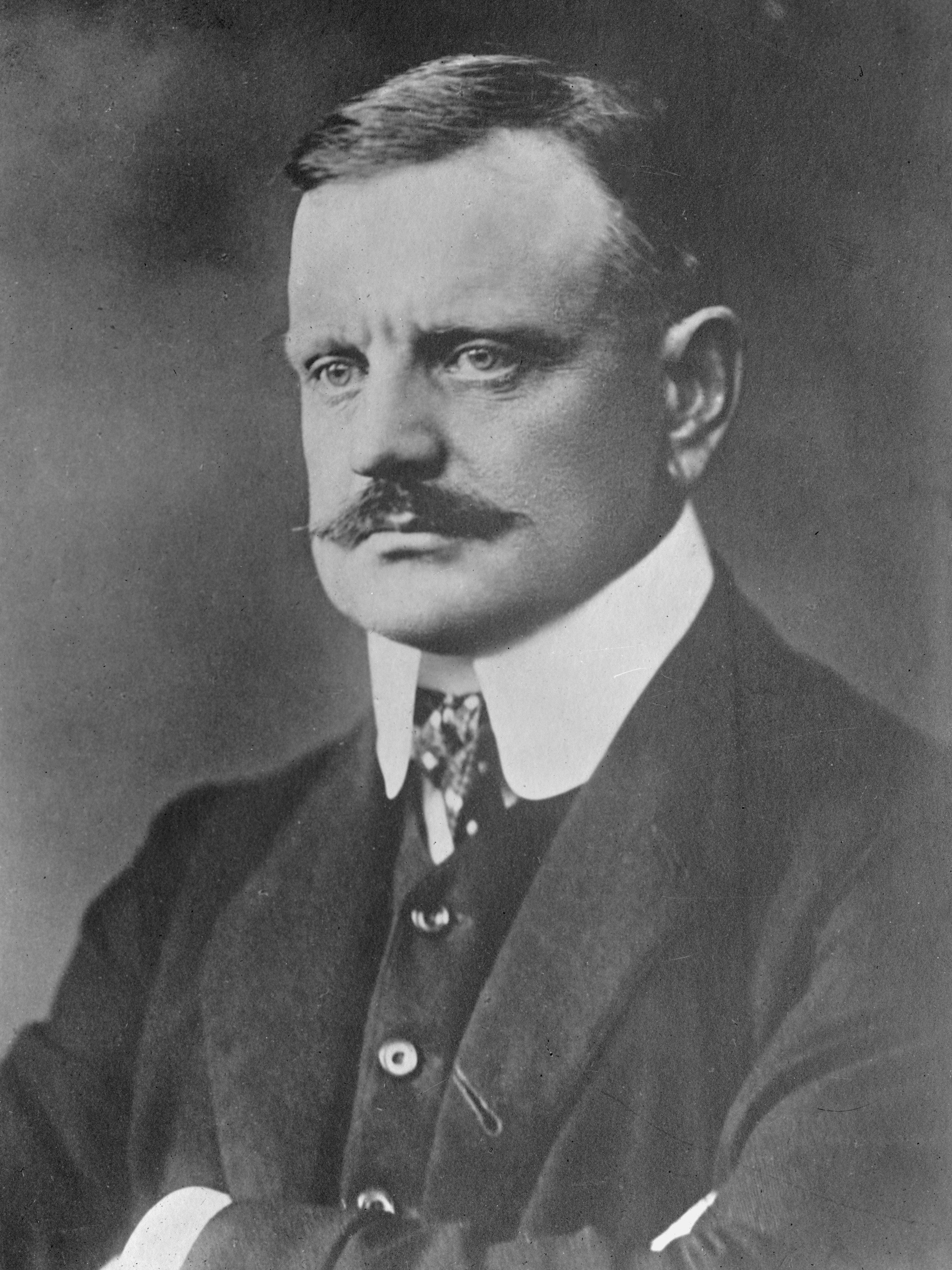
Foto de Jean Sibelius

Cabalgata nocturna y amanecer (en finés: Öinen ratsastus ja auringonnousu) es un poema sinfónico compuesto por Jean Sibelius en 1908. Sibelius dio diferentes explicaciones de la inspiración para esta música. La primera, según le dijo a Karl Ekman, fue su primera visita al Coliseo en Roma en 1901. Otra explicación, dada en sus últimos años a su secretario Santeri Levas, fue un paseo en trineo de Helsinki a Kervo «en algún momento cerca del cambio de siglo», durante la cual vio un impresionante amanecer.

## Orquestación
Sibelius emplea los siguientes efectivos: flautín, 2 flautas, 2 oboes, 2 clarinetes, clarinete bajo, 2 fagotes, contrafagot, 4 trompas (doblados si es posible en el amanecer), 2 trompetas, 3 trombones, tuba, timbales, bombo, tambor, pandereta, triángulo y cuerdas.

## Contexto
Sibelius completó la partitura de noviembre de 1908 y envió el manuscrito al director Alexander Siloti, que dirigió el estreno en San Petersburgo, Rusia, en 1909. Las críticas del estreno, salvo la de Novy Russ, fueron desfavorables, describiendo la dirección de Siloti en el estreno como «imprecisa y monótona». Otro comentario de Novoye Vremya citaba la siguiente pregunta «¿quién está cabalgando, y por qué?» Además, Siloti efectuó cortes en la partitura original.
El trabajo representa una experiencia subjetiva y espiritual de la naturaleza por «un hombre corriente». Se desarrolla en tres partes contrastantes: la sección del galope cuya longitud y tenaz y «minimalista» determinación dan lugar a una de las más extrañas manifestaciones de Sibelius; una breve transición hímnica en las cuerdas; y un exquisito amanecer boreal cuyos primeros rayos emergen en las trompas.
Una interpretación típica dura alrededor de catorce minutos.

## Grabaciones
En julio de 1956, la pieza fue grabada por Adrian Boult y la Orquesta Filarmónica de Londres.